# Jerzy Jarniewicz
Jerzy Jarniewicz (ur. 4 maja 1958 w Łowiczu) – polski filolog angielski, profesor nauk humanistycznych (2015), poeta, krytyk literacki i tłumacz (głównie literatury anglojęzycznej, m.in. Jamesa Joyce’a, Philipa Rotha, Craiga Raine’a); laureat Nagrody Literackiej „Nike” (2022).

## Życiorys
Absolwent XXI Liceum Ogólnokształcącego im. Bolesława Prusa w Łodzi. Studiował anglistykę i filozofię na Uniwersytecie Łódzkim, a w 1984–1985 na Uniwersytecie Oksfordzkim. Był członkiem kolegium redakcyjnego „Literatury na Świecie” (1995-2022) oraz „Tygla Kultury”, teksty krytycznoliterackie stale publikował również w „Tygodniku Powszechnym” i „Gazecie Wyborczej”, współpracował też z brytyjskimi pismami literackimi „Poetry Review” i „Areté”. Wykładowca literatury angielskiej na Uniwersytecie Łódzkim i (do 2013 roku) Warszawskim. 
Głównymi obszarami jego zainteresowań naukowych są współczesna poezja brytyjska i irlandzka, przekład literacki, problematyka ekfrazy oraz historia kontrkultury lat 60. Wykładał gościnnie m.in. na uniwersytetach w Oksfordzie, Cambridge, Londynie, Yorku, Sheffield, Preston, Belfaście, Coleraine, Dublinie, Sztokholmie, Pradze, Magdeburgu, Giessen oraz na Uniwersytecie Harvarda.
Od 2011 wchodzi w skład Rady Programowej Narodowego Centrum Kultury, a od 2014 Rady Programowej Międzynarodowego Festiwalu im. Czesława Miłosza. Był członkiem Komitetu Nauk o Literaturze Polskiej Akademii Nauk. W latach 2006–2023 zasiadał w kapitule Nagrody Literackiej Gdynia (w ostatnich trzech latach jako jej przewodniczący). Członek honorowy Stowarzyszenia Tłumaczy Literatury oraz członek Stowarzyszenia Pisarzy Polskich i Collegium Invisibile. Członek Rady Naukowej Biblioteki Narodowej Ossolineum. 
Mieszka w Łodzi.

## Wyróżnienia
Stypendysta rządu Stanów Zjednoczonych, uczestnik programu literackiego w Iowa (1999).
Laureat Nagroda Złotego Pióra im. Jerzego Katarasińskiego w 2003.
W 2008 nominowany za Znaki firmowe do Nagrody Literackiej Nike.
W 2013 nominowany za tom Na dzień dzisiejszy i chwilę obecną do Wrocławskiej Nagrody Poetyckiej „Silesius” w kategorii „książka roku” i Nagrody Poetyckiej Orfeusz.
W 2016 nominowany do Wrocławskiej Nagrody Poetyckiej „Silesius” w kategorii „książka roku” za tom Woda na Marsie, a także do Międzynarodowej Nagrody im. Vaclava Buriana.
W 2018 otrzymał Wrocławską Nagrodę Poetycką „Silesius” w kategorii „książka roku” za tom Puste noce, a w 2019 uzyskał nominację do Nagrody Literackiej Nike za książkę Tłumacz między innymi.
W 2019 otrzymał nagrodę Plastra Kultury w kategorii "książka" za esej Bunt wizjonerów.
Laureat Nagrody Literackiej „Nike” w 2022 za tom Mondo cane, który był również nominowany do Nagrody Poetyckiej im. Wisławy Szymborskiej.
W 2024 tom Landless Boys, anglojęzyczny wybór wierszy w przekładach Piotra Florczyka, zyskał nominację do amerykańskiej nagrody National Translation Award in Poetry. 
Laureat Nagrody Literackiej im. Juliana Tuwima w 2022 za całokształt twórczości.
Laureat Łódzkiej Nagrody Energia Kultury 2022 za "pracę nad promowaniem literatury, roli tłumacza i przekładu".
Za zasługi dla kultury odznaczony Złotym Krzyżem Zasługi oraz Brązowym Medalem „Zasłużony Kulturze Gloria Artis”.
Laureat Nagrody Miasta Łodzi (2009).
Uhonorowany Laurem Polskiej Izby Książki.
W czerwcu 2023 otrzymał Honorowe Obywatelstwo Miasta Łodzi.
Wyróżniony irlandzką Nagrodą im. Bernarda O'Connora przyznawaną za "znaczący wkład w rozwój przyjaźni, współpracy i zrozumienia między Irlandią a Polską" (2024).

## Poglądy na temat tłumaczenia
Gościnność słowa
Zawarty w książce zbiór esejów o literackim przekładzie rozpoczyna apel o coming out tłumaczy, co pozwoli według Jarniewicza wydobyć na światło dzienne przekładowy charakter literatury. W ten sposób, kojarząc przekład z danym nazwiskiem (np. Hamlet Leona Ulricha) podkreślona zostaje jednocześnie jego arbitralność i odrębność. Przez arbitralność należy rozumieć brak obostrzeń przed powstaniem kolejnych przekładów – Hamlet Ulricha jest zaledwie jednym z wielu Hamletów, a każdy utożsamiający się ze swoim przekładem tłumacz jest dowodem na inną interpretację sztuki Stradfordczyka. Z kolei pod pojęciem odrębności kryje się autonomiczność przekładu opatrzonego nazwiskiem tłumacza. Każdy następny polski Hamlet to osobny uczestnik dialogu, jaki przekłady Shakespeare’a podejmują między sobą, ale także z rodzimą literaturą, sztuką i językiem.
Jarniewicz podąża dalej za współczesną myślą przekładoznawczą i domaga się, by przekład wprowadzał do rodzimej literatury „doświadczenie obcego”. Tłumacz staje się w tym wypadku „rzecznikiem obcości”, a jego coming out pomaga uzmysłowić odbiorcy, że sięgając po przekład ma do czynienia z tekstem innej kultury, operującym systemami wartości, które różnią się od rodzimych. Ponadto, zdaniem Jarniewicza, pojawienie się nazwiska tłumacza na okładce książki równa się także z uwiarygodnieniem lektury.
Tłumacz, według Jarniewicza, ma także swój udział w tworzeniu kanonu. By lepiej zobrazować swoje argumenty, Jarniewicz wyróżnia tłumacza ambasadora i tłumacza legislatora. Przykładem ambasadora jest choćby Maciej Słomczyński, który przełożył dzieła literatury angielskiej włączone do tamtejszego kanonu (m.in. poezja Blake’a, Ulysses Joyce’a, Alicja w krainie czarów Carrolla czy dramaty Shakespeare’a). Konsekwencją skupienia praktyk translatorskich na tłumaczeniu wyłącznie twórców głównego nurtu jest wytworzenie nierzeczywistego i niesprawiedliwego obrazu literatury oraz jej historii. Tłumacz-legislator to z kolei tłumacz, który porzuca kanon na rzecz literatury mogącej wprowadzić do rodzimego języka i kultury nowe zjawiska i wzorce; innymi słowy to tłumacz, który dokonuje reform w artystycznym prawodawstwie. Takim tłumaczami są dla Jarniewicza Bohdan Zadura, który z zamiarem unowocześnienia polszczyzny przetłumaczył wybór wierszy Tony’ego Harrisona oraz Piotr Sommer, którego przekład wierszy Franka O’Hary odcisnął piętno na polskiej poezji współczesnej.
Tłumacz między innymi
Podobnie jak w przypadku poprzedniego tomu esejów, także i te szkice zachowują zbliżoną strukturę. W pierwszej części autor przedstawia swoje poglądy dotyczące tłumaczenia, by w kolejnych częściach książki przyjrzeć się bliżej konkretnym zagadnieniom i twórcom w formie eseistycznych case studies.
Kluczowe dla rozważań Jarniewicza zdaje się zdefiniowanie literatury jako wyjątkowej formy sztuki, w której forma i treść, scalone w jedno, uzupełniają się naprzemiennie, wywierają na siebie wpływ i walczą o prymat. Konfrontując przekład literacki z powyższą definicją literatury, Jarniewicz konstatuje, że nie ma prawa istnieć wzór przekładu literackiego. „Przekład to sztuka ukrytej polifonii”, stwierdza, to przekrój warsztatów (od filologicznego po artystyczny, nie wykluczając przy tym hybryd). W samym słowie „przekład” zawarty jest zresztą fałsz, dający poczucie niezachwianej komunikatywności międzyjęzykowej. Istnieją przecież „spolszczenia”, „przełożenia”, „translacje”, a każde z tych pojęć niuansuje pracę tłumacza w inny sposób. Z tych rozważań wypływa wniosek Jarniewicza na temat nieprzekładalności, które to pojęcie pozostaje problemem w dyskusjach przekładoznawczych jedynie wtedy, gdy przekład wciąż rozumiany jest jako transfer.
Przedłużeniem postulatów z Gościnności słowa o wyjściu tłumaczy z ukrycia jest przypisanie tłumaczom amalgamatu ról, spośród których najwięcej kontrowersji wzbudza rola autora, o czym wspomina Jarniewicz, przywołując w jednym ze szkiców dyskusję z Edwardem Balcerzanem. Jarniewicz zaznacza jednak, że powyższe zestawienie nie ma na celu uwznioślenia zawodu tłumacza (co można by wywnioskować, wychodząc z fałszywego założenia, że autor oryginału przewyższa tłumacza rangą). Celem tej fuzji jest przede wszystkim wyszczególnienie wachlarzu decyzji, jakie podejmuje tłumacz – są to nierzadko decyzje zbliżone właśnie do decyzji autorskich. Tłumacz zatem, zdaniem Jarniewicza, jest „współ-twórcą” czy też „prze-twórcą”, co wiąże się znów z widzialnością tłumaczy i traktowaniem ich pracy jako pracy niezależnej, zwolnionej z odpowiedzialności wobec „autorytetu oryginału”. Jeśli jednak tłumacz pozostanie anonimowy, jego praca może zostać potraktowana jako próba wyzysku na oryginale, może także stać się ofiarą translatorskich plagiatów za sprawą lekceważącego podejścia do materii przekładu ze strony wydawnictw czy kolejnych tłumaczy.
Odrębności przekładu jako dzieła niezależnego, sprzyja według Jarniewicza poliglotyzacja, a więc coraz lepsza znajomość języków obcych wśród czytelników, dzięki czemu kolejne przekłady dzieł obcojęzycznych zyskują grono osób żywo zainteresowanych rozwiązaniami interpretacyjnymi, na które zdecydował się autor przekładu. W ten sposób (podobnie jak w przypadku ponawiania przekładu) tłumaczenie zyskuje/zachowuje swoją indywidualność.
Jak przyznaje autor w wywiadzie z Dorotą Konowrocką-Sawą, punktem wyjścia dla jego osobistych rozważań jest postrzeganie przekładu jako konsekwencji pogłębionego zainteresowania literaturą. Ponadto Jarniewicz uważa, że tłumacz, poddając się językowi jako zjawisku nieustannie będącemu górą nad człowiekiem, ma za zadanie zachować obcość języka źródłowego, by obcość ta wniknęła w język docelowy i jego literaturę, co w konsekwencji przyczyni się do uplastycznienia kultury rodzimej i zmusi odbiorców do zapoznania się z materią i możliwościami języka na nowo (por. Szkłowskiego „dezautomatyzacja percepcji”).
Jarniewicz zwraca również uwagę na relację między przekładem a oryginałem, twierdząc, że o ile jest to zależność niepozbawiona znaczenia, na pewno nie powinna stawać się osią, wokół której krytyka ma za zadanie oscylować. Scalając wnioski przekładoznawców reprezentujących zwrot kulturowy w dziedzinie translatoryki, Jarniewicz wskazuje na związek tłumaczenia z tekstami literatury rodzimej jako zjawisko, pozwalające wniknąć głębiej w istotę przekładu. We wspomnianym wywiadzie posługuje się przykładem zmian w literaturze polskiej, zachodzących po roku 1956 – Jarniewicz jest zdania, że nie sposób trafnie zinterpretować twórczość choćby Marka Hłaski nie wziąwszy pod uwagę fali przekładów literatury amerykańskiej z tamtego okresu. Jarniewicz decyduje się także na bardziej współczesny przykład, twierdząc, że do zrozumienia procesów współcześnie zachodzących w literaturze polskiej niezbędna jest znajomość osiągnięć Zofii Chądzyńskiej, Bronisława Zielińskiego, Piotra Sommera czy Małgorzaty Łukasiewicz.
Podobną rangę w rozwoju rodzimej literatury przypisuje różnym przekładom tego samego dzieła, zauważając, że tak jak literaturę (za Rolandem Barthesem) tworzy na nowo każdy kolejny odbiorca, tak nie sposób wyczerpać potencjału przekładowego poszczególnych dzieł literatury obcojęzycznej. Tym ważniejszy jest zatem dla Jarniewicza sprzeciw wobec kolonizacji przekładu, tj. praktyk dążących do ustanowienia przekładu ostatecznego danego dzieła.

## Twórczość

### Tomy poetyckie
- Korytarze (1984)
- Rzeczy oczywistość (1992)
- Rozmowa będzie możliwa (1993)
- Są rzeczy których nie ma (1995)
- Niepoznaki (2000) Legnica wyd. Biuro Literackie Port Legnica. jako czwarty tom edycji „Port Legnica 2000”. Książka liczy 60 stron, zawiera 53 wiersze. ISBN 83-88515-01-2.
  - Kwestią zasadniczą w Niepoznakach jest język i możliwości komunikacji między ludźmi. Już tytuł jest tu znamienny. W słownikach języka polskiego znajdziemy wprawdzie „niepoznakę”, ale z  uwagą „tylko w wyrażeniach: „Dla niepoznaki »tak, żeby nie można było poznać, dla zatarcia śladów, dla odwrócenia uwagi«”, i „Do niepoznaki: »nie do poznania«”. Bez kontekstu słowo to więc nie ma żadnego znaczenia. Tytuł zapowiada też inne istotne tematy tomu, temat epistemologiczny (możliwości poznania) i temat upływającego i zmieniającego wszystko czasu. Wszystkie te tematy są wzajem ze sobą powiązane. Jednym z chwytów charakterystycznych dla tomu jest wprowadzanie do wierszy „zasłyszeń” z mowy potocznej[29][30].
- Po śladach (2000)
- Dowód z tożsamości (2003) Legnica wyd. Biuro Literackie Port Legnica jako tom 2 edycji „Port Legnica 2003”. Książka liczy 56 stron, zawiera 49 wierszy. ISBN 83-88515-32-2.
  - Głównym zagadnieniem książki jest tożsamość jednostki, wątpliwa wobec upływu czasu, zmieniającego wszystko, a więc i jednostkę. Tytuł odwołuje się nie tylko do „dowodu tożsamości”, czyli do dokumentu mającego potwierdzić tożsamość osoby, ale i do rozmaitych filozoficznych i teologicznych dowodów na istnienie Boga lub ewentualnie na Jego nieistnienie[31]
- Oranżada wydany we Wrocławiu w 2005 roku nakładem Biura Literackiego, seria „Więcej poezji”, tom 19. Liczy 52 strony, zawiera 40 wierszy. ISBN 83-88515-82-9.
  - Jarniewicz zwraca się tu przede wszystkim ku czasowi przeszłemu, wspomnieniu, które może przywołać zarówno słynna Proustowska magdalenka, jak i tytułowa oranżada. Jednakże, jak pisze Leszek Engelking „w tym tomie przeszłość jest w stanie permanentnej agonii, odchodząc coraz dalej, coraz bardziej umiera”. W jednym z wywiadów autor powiada, że wbrew sentencji „ars longa, vita brevis” nie chciał przeciwstawiać sztuki życiu. Jego intencją było „sztukę nałożyć na życie i kazać jej żyć jego rytmem. A to znaczy poddać wiersz, wyraźniej niż to się zazwyczaj dzieje i bardziej świadomie, prawom czasu. Jak? Na przykład wplatając w wiersz słowa i frazy sprzed lat, dziś mało lub wcale nie czytelne. Jeśli w wierszu pada nazwisko Paula Robesona, to dziś pewnie spora część czytelników nie będzie wiedziała, o kogo chodzi, i z każdym rokiem będzie ich więcej. To samo dzieje się, gdy w wierszu pojawiają się frazy takie jak «po wiosenny bez», «świat nie jest taki zły» czy «byliśmy, jesteśmy, będziemy». Dzięki temu zabiegowi wiersze z Oranżady zaczynają mówić na temat czasu i obcości”[32][33].
- Skądinąd. 1977–2007 (2007)
- Makijaż (2009)
- Wybór wiersza (2012; wybór i posłowie Piotr Śliwiński)
- Na dzień dzisiejszy i chwilę obecną (2012)
- Woda na Marsie (2015)
- Puste noce (2017)
- Sankcje. Wybór wierszy i wypowiedzi (2018; opracowanie i posłowie Marta Koronkiewicz i Paweł Kaczmarski)
- Confiscarea instrumentelor (2019, przekład na rumuński Constantin Geambasu, posłowie Marta Koronkiewicz)
- Mondo cane (2021)
- Bagaż. 65 wierszy w wyborze autora (2023, posłowia: Kacper Bartczak i Joanna Orska)
- Landless Boys (2023, przekład na angielski, wybór i posłowie Piotr Florczyk, MadHat Press, USA)
- Oranżada (2024, przekład na serbski, wybór i posłowie Biserka Rajčić, Sumatra Izdavastvo, Šabac, Serbia)
- Trzy kobiety (2025)

### Krytyka literacka i eseistyka
- The Uses of the Commonplace in Contemporary British Poetry (1994)
- Lista obecności. Szkice o dwudziestowiecznej prozie brytyjskiej i irlandzkiej (2000)
- W brzuchu wieloryba. Szkice o dwudziestowiecznej poezji brytyjskiej i irlandzkiej (2001)
- The Bottomless Centre. The Uses of History in the Poetry of Seamus Heaney (2002)
- Larkin. Odsłuchiwanie wierszy (2006; zbiór szkiców o twórczości Philipa Larkina)
- Znaki firmowe. Szkice o współczesnej prozie amerykańskiej i kanadyjskiej (2007)
- Od pieśni do skowytu. Szkice o poetach amerykańskich (2008)
- Heaney. Wiersze pod dotyk (2011)
- Gościnność słowa. Szkice o przekładzie literackim (2012)
- Ekphrasis in the Poetry of Derek Mahon (2013)
- In the Shadow of Foreign Tongues. Essays on Irish Poets (2014)
- Podsłuchy i podglądy (2015)
- All You Need Is Love. Sceny z życia kontrkultury (2016)
- Tłumacz między innymi. Szkice o przekładach, językach i literaturze (2018)
- Bunt wizjonerów (2019)
- Sizif pobednik. Ogledi o knijzevnom prevodu (2021, wybór szkiców w przekładzie na serbski Milicy Markic)
- Frotaż. Szkice o literaturze anglojęzycznej (2024)
- Przezrocza. Rozmowy z Jerzym Jarniewiczem. (2024, wybór i opracowanie Karol Poręba).

### Redakcja prac zbiorowych
- Jewish Themes in English and Polish Culture (2000, współredaktor)
- Między obrazem a tekstem (2009, wraz z Aliną Kwiatkowską)
- Fifty Years with the Beatles. The Impact of the Beatles on Contemporary Culture (2010, wraz Aliną Kwiatkowską)
- Dimensions and Categories of Celticity (2010, z Maximem Fominem i Piotrem Stalmaszczykiem)
- Reprezentacje Holokaustu (2014, wraz z Marcinem Szusterem)
- Literatura migracyjna, Teksty Drugie 3/2016 (wraz z Joanną Kosmalską)

### Wybrane przekłady
- Craig Raine: Księga proroctw i inne wiersze (1991)
- Philip Roth: Dziedzictwo (1992, II wyd. 2007)
- Philip Roth: Oszustwo (1992, II wyd. 2007)
- Peter Calvocoressi: Kto jest kim w Biblii (1992)
- Clinton Heylin: Bob Dylan. Droga bez końca (1993; wraz z Adamem Sumerą)
- Winston Churchill: Czas dyktatorów (1993)
- Umberto Eco: Sześć przechadzek po lesie fikcji (1995, II wyd. 2007)
- Geoffrey Payzant: Glenn Gould. Muzyka i myśl (1995)[34]
- Richard Bach: Iluzje, czyli człowiek, który nie chciał być mesjaszem (1996)[35]
- Seamus Heaney: Zawierzyć poezji (1996; przekład zbiorowy)
- R. Allen Brown: Historia Normanów (1996, II wyd. 2003)
- Alice Turner: Historia piekła (1996, II wyd. 2004)
- Louis Ginzberg: Legendy żydowskie. Księga Rodzaju (1997)[36]
- Edmund White: Zuch (1998, II wyd. 2012)
- Craig Raine: Wolny przekład (1999)
- Christopher Reid: Katerina Brac (2001; wraz z Leszkiem Engelkingiem)
- Simon Armitage: Nocna zmiana i inne wiersze (2003; wraz z Jackiem Gutorowem)
- John Banville: Zaćmienie (2004)
- James Joyce: Portret artysty w wieku młodzieńczym (2005)
- John Banville: Morze (2007)
- Derek Walcott: Mapa Nowego Świata (2008, przekład zbiorowy)
- John Ashbery: Inne tradycje (2008, przekład zbiorowy)
- Raymond Carver: Katedra (2010)
- Brian Patten: Teraz będziemy spać, leżeć bez ruchu lub ubierzemy się na powrót (2011; wraz z Tadeuszem Sławkiem, Piotrem Sommerem, Andrzejem Szubą)
- Sześć poetek irlandzkich (2012)
- Charles Simic: Blues o śnieżnym poranku (2015, przekład zbiorowy)
- Poetki z Wysp (2015, wraz z Magdą Heydel)
- James Joyce: Hotel Finna (2015)
- James Joyce: Portret artysty w wieku młodzieńczym (2016)[37]
- Michael Ondaatje: Zbieracz cynamonu. Poezje wybrane (2016, przekład zbiorowy)
- 100 wierszy wypisanych z języka angielskiego w przekładzie Jerzego Jarniewicza (2018)
- Simon Armitage: Mało brakowało (2019; wraz z Jackiem Gutorowem)
- Denise Riley: Szantung. Wybór wierszy (2019)
- Ursula Le Guin: Dotąd dobrze. Wiersze (2019, wraz z Justyną Bargielską)[38]
- Sheridan Le Fanu: Carmilla [w:] Opowieści niesamowite z języka angielskiego (2020)[39]
- Ursula Le Guin: Księga Drogi i Dobra według Lao Tzu (2020, wraz z Justyną Bargielską)[40]
- James Joyce: Pisma estetyczne (2020, wraz z Arturem Przybysławskim i Joanną Ugniewską)[41]
- Eiléan Ní Chuilleanáin: Między niewiastami (2022)[42]
- Margaret Atwood: Wiersze przychodzą późno (2023)
- Ann Quin: Berg (2023)
- Adrienne Rich: Zejście do wraku (2023)
- Doireann Ni Ghriofa: Skry na mrok (2024)